# Жан III д’Омон
Жан III д’Омон (фр. Jean III d'Aumont; ум. ранее 1358), сир д'Омон — французский дворянин, первый заметный представитель дома Омонов, положивший начало его возвышению на королевской службе.

## Биография
Сын Жана II, сира д’Омона, и Изабели N.
Оруженосец, королевский сержант, сделал дарение церкви в Нёвиль-Омоне, утвержденное королем в марте 1324.
Был тюремщиком королевы Бланки Бургундской в Шато-Гайяре, после смерти Робера Барфюме, затем в замке Гавре в Котантене, куда бывшую супругу Карла IV перевели в субботу после дня святой Магдалины в 1325 году.
В 1328 году участвовал в битве при Касселе, в следующем году был награжден должностью привратника (concierge) в Пале-Рояле, а в октябре 1330 получил для себя и своих наследников участок для строительства у края моста, соседствовавшего с дворцом. Грамотой от 12 июня 1332 ему была положена пожизненная рента в шесть мюидов пшеницы с доходов Гонесса, а в 1333—1337 годах еще несколько денежных рент.
В 1339 году служил в Турнейском феодальном ополчении под командованием коннетабля графа д'Э, затем в ополчениях Виронфосса и Бувина, 17 июня 1340 с четырьмя оруженосцами поступил в баталию герцога Нормандского и 20 июня был возведен в рыцари.
Умер к 1358 году и был погребен в Шаре вместе с супругой.

## Семья
Жена: Аньес N, называемая Жанной Байиф
Дети:
- Пьер I, сир д’Омон (ум. 10.04.1381). Жена (ранее 1343): Жанна дю Делуж (ум. 1392), дочь Жана дю Делужа
- Шарль. Королевский крестник, в январе 1325, в рассуждение заслуг его отца перед короной, получил в дар некоторые наследства, завещанные королю. В 1340 году был в штате графа д'Э, действовавшего на границах Фландрии и Эно, в 1343—1344 годах привратник Пале-Рояля
- Жан. Был в армии коннетабля в 1340 году